# Lavorazioni non convenzionali
Le lavorazioni non convenzionali sono processi tecnologici apparsi negli ultimi 50 anni grazie al progresso tecnico che ha permesso di sfruttare principi fisici prima non disponibili per lavorare materiali in cui i processi convenzionali sono inefficaci o antieconomici. Si basano su processi termici, chimici, elettrici o meccanici diversi da quelli tradizionali (fusione, stampaggio, asportazione di truciolo).
In questa classe di lavorazioni rientrano, spesso indicati con gli acronimi inglesi:
- Lavorazioni chimiche (CM: Chemical Machining)
- Lavorazioni elettrochimiche (ECM: Electrochemical Machining)
- Elettroerosione (EDM: Electrical Discharge Machining)
- Lavorazioni con fascio laser (LBM: Laser Beam Machining)
- Lavorazioni con fascio elettronico (EBM: Electron-beam Machining)
- Lavorazioni con getto d'acqua (WJM: Water Jet Machining)
- Lavorazioni con getto abrasivo (AJM: Abrasive Jet Machining)
- Lavorazioni con getto d'acqua abrasivo (AWJM: Abrasive Water Jet Machining)
- Lavorazioni ad ultrasuoni (USM[2], Ultrasonic Machining)

Si può dire che in generale queste tecniche richiedono maggiore energia e sono più lente rispetto a quelle convenzionali, e che in generale il principale meccanismo di rimozione non è la sollecitazione di taglio esercitata dall'utensile come invece accade nei metodi convenzionali.

## Principali caratteristiche e impiego

### Lavorazioni chimiche
Utilizza sostanze reagenti per lavorare superfici metalliche rimuovendo piccole quantità di materiale. Sono utilizzate per realizzare cavità in piastre e lamiere e come alternativa alla tranciatura meccanica. Sono indicate per rimozioni superficiali (≤ 12 mm) su grandi aree (fino a 4 × 15 m²), hanno tipici tassi di rimozione sono 0,15 ÷ 6 mm/h e i reagenti sono idrossido di sodio (per l'alluminio) e acido cloridrico e nitrico (per acciaio).

### Lavorazioni elettrochimiche
Nelle lavorazioni elettrochimiche viene generata una corrente tra l'utensile e il pezzo da lavorare, che fungono rispettivamente da catodo e anodo, tra i quali scorre un elettrolita costituito solitamente da una soluzione di cloruro di sodio in acqua. In questo modo tramite elettrolisi il pezzo viene eroso seguendo la forma dell'utensile; sono così prodotti idrossidi che vengono allontanati dal pezzo tramite l'azione del flusso elettrolitico. I materiali più comuni per l'utensile sono rame, ottone e bronzo. La densità di corrente tipica è 2 ÷ 8 A/mm² cui corrispondono tassi di asportazione di 2,5 ÷ 12 mm/min. Queste lavorazioni sono indicate per cavità profonde o forme complesse e sono caratterizzate da bassa velocità e elevata qualità ottenibile. Per questi motivi le lavorazioni elettrochimiche sono spesso in competizione con l'elettroerosione.

### Elettroerosione
Si basa sulla rimozione del metallo per mezzo di scariche generate da un'adeguata differenza di potenziale tra il pezzo (catodo) e utensile (anodo) che producono piccoli crateri. Il tasso di asportazione volumetrico è di 2 ÷ 400 mm³/min tipicamente di 300 mm³/min con differenze di potenziale di 50 ÷ 380 V. È indicato per il taglio e la formatura di pezzi complessi in metallo molto duri.

### Lavorazioni con fascio laser
Si utilizza un fascio di luce coerente (laser) ad alta intensità che produce una grande quantità di calore localizzata che induce l'erosione del pezzo, nel punto in cui il raggio è puntato. È usato per operazioni di taglio, foratura, saldatura con tassi di penetrazione di 0,5÷7,5 m/min, utilizzando come fonti laser a CO2 fino a 45 W e Laser Nd:YAG fino a 4÷5 W.

### Lavorazioni con fascio elettronico
Simile per applicazioni alle lavorazioni con fascio laser, se ne differenzia per la sostituzione del laser con un raggio di elettroni ad alta velocità e alla necessità di operare nel vuoto. Si utilizzano differenze di potenziale fino a 200 kV per accelerare gli elettroni a velocità fino all'80% di quella della luce. Sono indicate per saldature ad elevata profondità (fino a 300 mm sull'alluminio) con cordoni stretti. Tipici tassi di asportazione sono di 1 ÷ 2 mm³/min.

### Lavorazioni con getto

#### Con getto d'acqua
Si usa un potente getto d'acqua a 400 MPa emesso da un ugello dotato di un piccolo foro (diametro = Template:ValM) la cui variazione di quantità di moto genera la forza necessaria a tagliare il materiale. È indicato al taglio di carta, legno e gomma e anche di generi alimentari, tutti prodotti non metallici fino a 25 mm di spessore, con velocità di taglio variabili.

#### Con getto abrasivo
In tal caso il getto è costituito da aria e granuli abrasivi di carburo di silicio o allumina. È indicato per operazioni di taglio e pulitura su materiali duri o materiali fragili non metallici. Le velocità di taglio variano molto a seconda del materiale del pezzo.

#### Con getto d'acqua abrasivo
Risulta dalla combinazione delle due precedenti tecniche, un potente getto d'acqua in pressione con particelle di allumina e carburo di silicio. È indicato per operazioni di taglio multistrato infatti gli spessori tranciabili sono maggiori ottenibili col getto d'acqua senza abrasivo e le velocità di taglio sono più alte, fino a 7,5 m/min per il taglio delle plastiche.

### Lavorazioni con ultrasuoni
Sono usate sia per saldare che per tagliare un materiale. Nella saldatura i due pezzi sono premuti uno contro l'altro e vibrano trasversalmente a frequenze di 10÷75 kHz, questo contatto sfregato ne induce la saldatura. Nel taglio invece si usa un fango abrasivo, acqua con il 20%÷60% di granuli in carburo di boro o silicio o in allumina, che a seguito della vibrazione di un utensile a frequenza di 20 kHz asporta il materiale per micro-scheggiatura. È indicato per il taglio di materiali duri e fragili, ad esempio le pietre preziose.